# Tetramelàcies
Tetramelaceae és una família de plantes amb flors anteriorment classificada dins la família Datiscaceae. Són arbres grans. Tenen una distribució paleotropical al subcontinent indi, sud-est d'Àsia, arxipèlag malai i Austràlia.

## Gèneres
Consta de dos gèneres:
- Octomeles
- Tetrameles